# Maurice Hilleman
Maurice Ralph Hilleman (30. srpna 1919 Miles City – 11. dubna 2005 Filadelfie) byl americký mikrobiolog, specializující se na vakcinologii, vynálezce bezprecedentního množství více než 40 různých vakcín. Kromě jiného vynalezl vakcíny proti spalničkám, příušnicím, hepatitidě A, hepatitidě B, planým neštovicím, meningitidě, pneumonii a bakterii Haemophilus influenzae a podílel se na objevech adenovirů způsobujících nachlazení, virů hepatitidy a viru SV40.
Hilleman byl v některých zdrojích označen například jako „nejúspěšnější vakcinolog historie“ nebo jako lékař, který zachránil více životů než jakýkoli jiný lékař dvacátého století.